# Infiniti Kuraza
O Kuraza é um carro-conceito apresentado pela Infiniti no North American International Auto Show de 2005. Tem seis portas e três fileiras de assentos.